# Cissus luzoniensis
Cissus luzoniensis är en vinväxtart som först beskrevs av Elmer Drew Merrill, och fick sitt nu gällande namn av Chao Luang Li. Cissus luzoniensis ingår i släktet Cissus och familjen vinväxter. Inga underarter finns listade i Catalogue of Life.